# World History Encyclopedia
World History Encyclopedia is een Engelstalige internetencyclopedie en educatief bedrijf zonder winstoogmerk, gevestigd in Engeland. Het werd in 2009 opgericht als Ancient History Encyclopedia door Jan van der Crabben. De organisatie publiceert en onderhoudt artikelen, afbeeldingen, video's, podcasts en interactieve educatieve middelen met betrekking tot geschiedenis via het internet. Gebruikers wereldwijd kunnen inhoud aan de online encyclopedie leveren, maar inzendingen worden door een professionele deskundige redactie beoordeeld, geselecteerd en zo nodig verbeterd vóór publicatie. Bij publicatie wordt de academische standaard gevolgd, maar de teksten zijn voor een breed publiek geschreven. 
In 2021 wijzigde de organisatie haar naam in World History Encyclopedia om haar bredere reikwijdte te verduidelijken, waarbij de wereldgeschiedenis uit alle tijdsperioden wordt bestreken, in tegenstelling tot alleen de oude of klassieke geschiedenis.

## Geschiedenis
Van der Crabben richtte Ancient History Encyclopedia op in 2009 met als doel het geschiedenis-onderwijs wereldwijd te verbeteren door een vrij toegankelijke en betrouwbare geschiedenisbron te creëren.  Het doel was om het onderwerp "geschiedenis" niet op een droge maar op een levendige manier te presenteren. De organisatie is juridisch gevestigd in Horsham (Engeland), maar het heeft geen kantoor en het team is wereldwijd verspreid. 
Bij de oprichting legde de website de nadruk op de oude geschiedenis, maar later verschoof de aandacht op een breder gebied en werden ook de middeleeuwen en vroegmoderne periode bestreken. In 2021 heeft de organisatie zichzelf omgedoopt tot World History Encyclopedia om deze verandering ook in de naam tot uitdrukking te brengen. 

## Ontvangst
De website kreeg lof van onderwijsorganisaties en wordt aanbevolen door de Universiteit van Oxford, de School Library Journal, de Internet Scout Research Group van de Universiteit van Wisconsin-Madison, de vrije online database MERLOT en het Open Educatie Europa-project van de Europese Commissie. In 2016 won het de .eu Web Award voor onderwijs van de organisatie EURid. 